# Ragnar Svensson
Ragnar Ossian Svensson (ur. 31 grudnia 1882 w Torslanda, zm. 5 czerwca 1959 w Öckerö) – szwedzki architekt i rzeźbiarz, a także żeglarz sportowy, olimpijczyk, zdobywca srebrnego medalu w regatach na letnich igrzyskach olimpijskich w 1920 roku w Antwerpii.
Na Letnich Igrzyskach Olimpijskich 1920 zdobył srebro w żeglarskiej klasie 40 m². Załogę jachtu Elsie tworzyli również Gustaf Svensson, Percy Almstedt i Erik Mellbin.